# Chris Waddle
Christopher Roland Waddle (14 desembre 1960) és un antic futbolista anglès de la dècada de 1980.
Fou internacional amb la selecció d'Anglaterra amb la qual participà en la Copa del Món de futbol de 1986 i 1990. Defensà els colors de Newcastle United FC, Tottenham Hotspur FC i Sheffield Wednesday FC, i Olympique de Marsella a França.

## Palmarès
Olympique Marseille
- Division 1 (3): 1989-90, 1990-91, 1991-92